# Los Pocitos
Los Pocitos – miasto w Argentynie, w prowincji Tucumán, w departamencie Tafí Viejo.
Według danych szacunkowych na rok 2010 miejscowość liczyła 11 494 mieszkańców.